# Rimska konjenica
Rimska konjenica se je delila na mešane kohorte - cohortes equitatae (konjenica in pehota), na legionarsko in krilno konjenico in oddeleke domorodcev, ki so služili kot rezerva. Poleg tega se je delila še na lahko (predvsem Mauretanci; brez sedla, uzde in oklepa), srednje (ovalni ščit, meč, grška sulica, kopja, železna srajca) in težko oboroženo konjenico (cataphractus - popolnoma oklepljena človek in konj - 3.stol.n. št. Razdeljena je bila v alae po 500 ali 1.000 mož, te pa v trume po 30-40 mož. Vsaki alai je poveljeval perfekt in imela je svoje znamenje - zastavo vexillum, trumi pa je poveljeval dekurion, njeno znamenje pa je bil axilum.

## Težka konjenica
Oklep vojakov v vrstah konjenice se je razvijal na Vzhodu od 900-800 pr. n. št., konjski oklepi , ki so jih našli v Italiji in Grčiji in ki so iz 5 in 6 stoletja pr. n. št.,pa dobro dokazujejo da je že v tistih dalnijh časih obstajala težka konjenica.

## Lahka konjenica
Rimljani so uporabljali lahko konjenico iz Severne Afrike. Ti konjeniki, ki so naredili toliko škode rimski vojski med njenimi boji s Hanibalom, niso imeli oklepa in so jahali brez uzde.Obroženi so bili s kopji in lahkimi sulicami.Bili so tako hitri in gibčni da so lahko napadli sovražnika in se spet umaknili preden se je ta sploh utegnil odzvati.Zelo veliko so jih morali uporabljati v obdobju imperija saj so upodobljeni na Trajanovemu stebru. V rimski vojski so bili tudi lokstrelci na konjih.

## Oklep
V grški konjenici čelada ni varovala lic in tilnika, zato da je vojak lahko videl in slišal okoli sebe.Rimski konjeniki pa so nosili čelado, ki je pokrivala vso glavo in je puščala proste samo oči, nos in usta.Ušesa so bila povsem pokrita. Oklep je bil kakor v pehoti železna srajca ali pa oklep izdelan iz kovinskih ploščic, polžene kakor luske.Na začetku  imperija konji niso bili v oklepu ampak kratko malo okrašeni z bronastimi  obeski.Ohranilo se je veliko teh obeskov iz vseh obdobji imprerija in so pogosto upodobljeni na reliefih in  nagrobnikih.Šele pod Hadrijanom se je pojavil catephractus:mož in konj v popolnem oklepu.